# 折立 (登山口)
折立（おりたて）は、富山県富山市有峰折立にある登山口。飛騨山脈（北アルプス）の登山道である西銀座ダイヤモンドコースの起点となっている。

## 概要
1959年に有峰ダムが完成したのち、1967年には有峰林道真川線、新折立トンネルが開通し、富山地方鉄道有峰線の折立バス停、登山口および登山道が開設された。
- 富山駅から富山地方鉄道乗車。有峰口駅下車し路線バスで「折立」バス停留所下車。
- 登山バスの利用で富山[1]、東京（竹橋・新宿）[2]、名古屋から「折立」バス停留所へ直接アクセスが可能。

折立から南東へ7 km ほどで、飛騨山脈立山連峰稜線上にある山小屋の太郎平小屋に至る。太郎平小屋より南へ進むと太郎山、さらに稜線上を進めば北ノ俣岳、黒部五郎岳、三俣蓮華岳、双六岳、そして槍ヶ岳に至る。
また太郎平小屋より南東へ進むと薬師沢を経て雲ノ平に至り、太郎平小屋より北東へ向かうと薬師岳に至る。
登山口付近には以下の施設等がある。
- 折立バス停：富山地方鉄道有峰線（7月-10月のみ運行）[3]
- 登山者用駐車場：100台・無料（臨時駐車場もあり）[4]
- 折立キャンプ場：50張・無料
- 折立ヒュッテ：休憩所、宿泊不可。キャンプ場とあわせて北陸電力が管理する[5]。